# Liste der Monuments historiques in Oisilly
Die Liste der Monuments historiques in Oisilly führt die Monuments historiques in der französischen Gemeinde Oisilly auf.

## Liste der Immobilien
| Bezeichnung     | Beschreibung           | Standort               | Kennzeichnung | Schutzstatus | Datum | Bild           |
| --------------- | ---------------------- | ---------------------- | ------------- | ------------ | ----- | -------------- |
| Kirche St-Léger | ab dem 12. Jahrhundert | Rue de l’Eglise (Lage) | PA00112579    | Inscrit      | 1986  | weitere Bilder |

## Liste der Objekte
| Bezeichnung                   | Beschreibung                                                                          | Standort                      | Kennzeichnung | Schutzstatus | Datum | Bild |
| ----------------------------- | ------------------------------------------------------------------------------------- | ----------------------------- | ------------- | ------------ | ----- | ---- |
| Skulptur Mater dolorosa       | aus einer Kreuzigungsgruppe; Buche (?), farbig gefasst und vergoldet, 18. Jahrhundert | in der Kirche St-Léger (Lage) | PM21003444    | Inscrit      | 1973  |      |
| Skulptur Johannes Evangelist  | aus einer Kreuzigungsgruppe; Buche (?), farbig gefasst und vergoldet, 18. Jahrhundert | in der Kirche St-Léger (Lage) | PM21003445    | Inscrit      | 1973  |      |
| Skulptur Madonna mit Kind (1) | Kalkstein, farbig gefasst, 16. Jahrhundert                                            | in der Kirche St-Léger (Lage) | PM21001679    | Classé       | 1971  |      |
| Skulptur Erzengel Michael     | Kalkstein und Holz, farbig gefasst, 16. oder 17. Jahrhundert                          | in der Kirche St-Léger (Lage) | PM21003442    | Inscrit      | 1973  |      |
| Skulptur Heiliger Leodegar    | Kalkstein, farbig gefasst, 16. Jahrhundert                                            | in der Kirche St-Léger (Lage) | PM21001678    | Classé       | 1962  |      |
| Kanzel                        | Stein und Stuck, bemalt und vergoldet, 18. Jahrhundert                                | in der Kirche St-Léger (Lage) | PM21003441    | Inscrit      | 1973  |      |
| Kruzifix                      | Holz, farbig gefasst, 18. Jahrhundert                                                 | in der Kirche St-Léger (Lage) | PM21003446    | Inscrit      | 1973  |      |
| Skulptur Madonna mit Kind (2) | Kalkstein und Holz, farbig gefasst, 18. Jahrhundert                                   | in der Kirche St-Léger (Lage) | PM21003443    | Inscrit      | 1973  |      |